# Prostitution en Suisse

Aquarelle bâloise de 1790.

La prostitution en Suisse est légale et réglementée depuis 1942. La traite, la prostitution forcée et la plupart des formes de proxénétisme sont illégales. Des bordels autorisés, généralement avec une réception et menant à plusieurs studios, sont disponibles. Selon une estimation, le nombre de travailleuses du sexe de rue à Zurich est de 5 000.
En 2016, l'ONUSIDA estimait à 20 000 le nombre de travailleurs et travailleuses du sexe dans le pays. La plupart ne sont pas de nationalité suisse et proviennent d'Amérique, d'Europe centrale ou d'Extrême-Orient. Ces dernières années, le nombre de professionnels du sexe à service complet a augmenté. De nombreux travailleurs utilisent des publicités dans les journaux, des téléphones portables et des appartements secondaires loués, certains acceptant les cartes de crédit.

## Histoire
En Suisse, la prostitution est réglementée depuis 1942.
En 1992, la loi pénale sexuelle a été révisée, depuis lors, le proxénétisme et la sollicitation passive ne sont plus punissables.
L'accord sur la libre circulation des personnes entre la Suisse et l'UE du 21 juin 1999, qui a été étendu à la Roumanie et à la Bulgarie en 2009, a entraîné une augmentation du nombre de prostituées dans le pays,.
En 2013, des « sex boxes » ont été érigées dans le quartier Altstetten de Zurich (comme Strichplatz Depotweg) et une rue où la prostitution de rue était autorisée a été fermée.
En janvier 2014, il a été annoncé publiquement que les détenus de La Pâquerette, un service de thérapie sociale pour détenus, étaient autorisés à rendre visite aux prostituées du centre de détention de Champ-Dollon près de Genève, accompagnées de thérapeutes sociaux.

## Situation juridique
Outre le droit fédéral, les cantons individuels peuvent également prévoir des dispositions complémentaires sous forme de législation ou de règlements.
La prostitution de rue est illégale, sauf dans les zones spécialement désignées des grandes villes.
L'article 182 du Code pénal suisse est conçu pour lutter contre la traite des êtres humains et l'article 195 limite le pouvoir que les souteneurs peuvent avoir sur les prostituées. Les prostituées suisses sont des travailleuses indépendantes: des conditions d'emploi régulières telles que le moment et le lieu de travail rendraient l'employeur susceptible de violer l'article 195.
Les travailleuses du sexe suisses sont soumises à l'impôt et aux cotisations sociales.
Les travailleurs du sexe étrangers de l'Union européenne peuvent obtenir l'autorisation de travailler pendant 90 jours en tant que prostitués, s'ils se présentent aux autorités de la ville, subissent un entretien avec la police et fournissent la preuve d'un régime d'assurance maladie.
Le travail du sexe à service complet n'est légal que si le vendeur a plus de 18 ans, et c'est un acte criminel de payer pour des relations sexuelles avec une personne de moins de 18 ans. La peine maximale pour ceux qui paient pour des relations sexuelles avec des prostituées de 16 ou 17 ans est de trois ans de prison. La peine maximale pour le proxénétisme de moins de 18 ans est de dix ans de prison, (voir l'article 195 du Code pénal suisse).

### Pandémie de covid-19
Dans le cadre des mesures de lutte contre la pandémie de Covid-19 en Suisse, la prostitution a été temporairement interdite par le Conseil fédéral en vertu du chapitre 3, article 6 de l'ordonnance sur les mesures de lutte contre le coronavirus (COVID-19). Le 24 mars, une Thaïlandaise a été arrêtée à Rheineck pour ne pas avoir fermé son établissement et a ensuite été condamnée à une amende de 1 500 francs suisses.

## Drive-in du sexe
Les autorités locales de Zurich ont installé des constructions de type abri d'auto appelées Verrichtungsboxen ou « sex boxes » pour protéger les prostituées de rue. En 2012, les électeurs ont approuvé la création de «sex boxes» à Zurich pour contrôler le travail du sexe en banlieue. Celles-ci ont été qualifiées de «succès» par les autorités locales après un an. La mesure a été critiquée par plusieurs organisations comme étant restrictive.

## Quartiers rouges
Il existe des quartiers chauds dans la plupart des grandes villes suisses : Zurich (Langstrasse); Berne (Lorraine); Genève (Les Pâquis, les quatre centres sexuels des Pâquis - les seuls endroits à Genève où les femmes sont "exposées en vitrine" et les Eaux-Vives, où se trouvent la plupart de salons érotiques - appelés aussi maison-close - plus discrets et la majorité des indépendantes); Lausanne (Sevelin); Bâle (Kleinbasel) ; et Lugano (Grancia).

## Trafic sexuel
La Suisse est avant tout une destination et, dans une moindre mesure, un pays de transit pour les femmes, les enfants et les personnes transgenres victimes de trafic sexuel. Les victimes étrangères de la traite sont principalement originaires d'Europe centrale et d'Europe de l'Est, en particulier de Roumanie, de Hongrie et de Bulgarie, avec un nombre croissant en provenance du Nigéria et de Thaïlande. Les victimes viennent également de Chine, du Brésil, du Cameroun et de la République dominicaine. Le nombre de victimes parmi les demandeurs d'asile continue d'augmenter. Les femmes parmi les demandeurs d'asile venaient du Nigéria, d'Érythrée et d' Éthiopie et étaient souvent contraintes de se prostituer. Les hommes victimes parmi les demandeurs d'asile venaient principalement d'Érythrée et d'Afghanistan et étaient exploités à des fins de prostitution.
Le Bureau de surveillance et de lutte contre la traite des personnes de département d'État des États-Unis classe en 2018 la Suisse parmi les pays de « niveau 1 ».